# Naunhof
Naunhof este un oraș din landul Saxonia, Germania. Se află la o altitudine de 149 m deasupra nivelului mării. Are o suprafață de 39,72 km². Populația este de 8.735 locuitori, determinată în 30 septembrie 2019, prin actualizare statistică[*].